# Vía Corlea

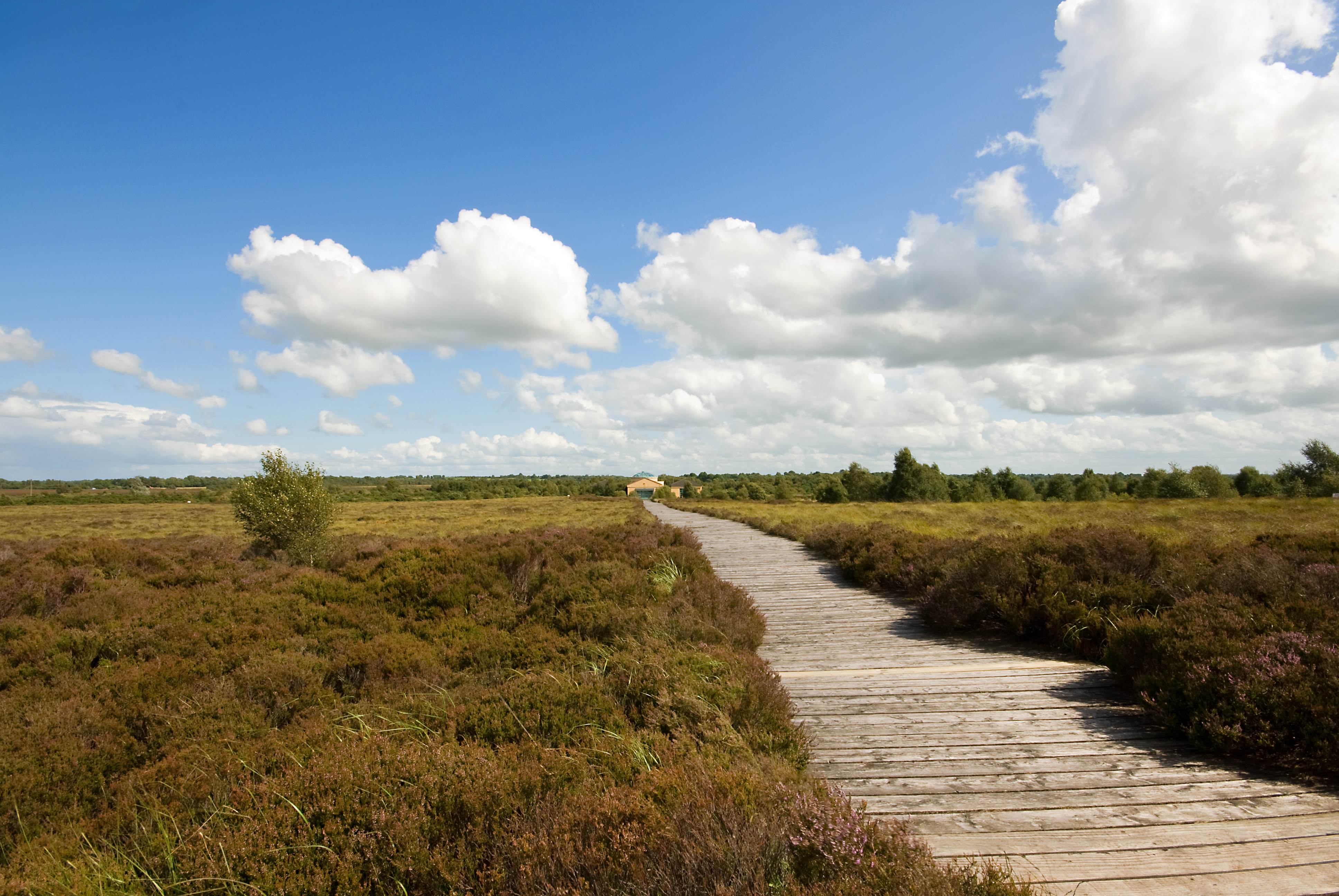
La vía Corlea en 2009

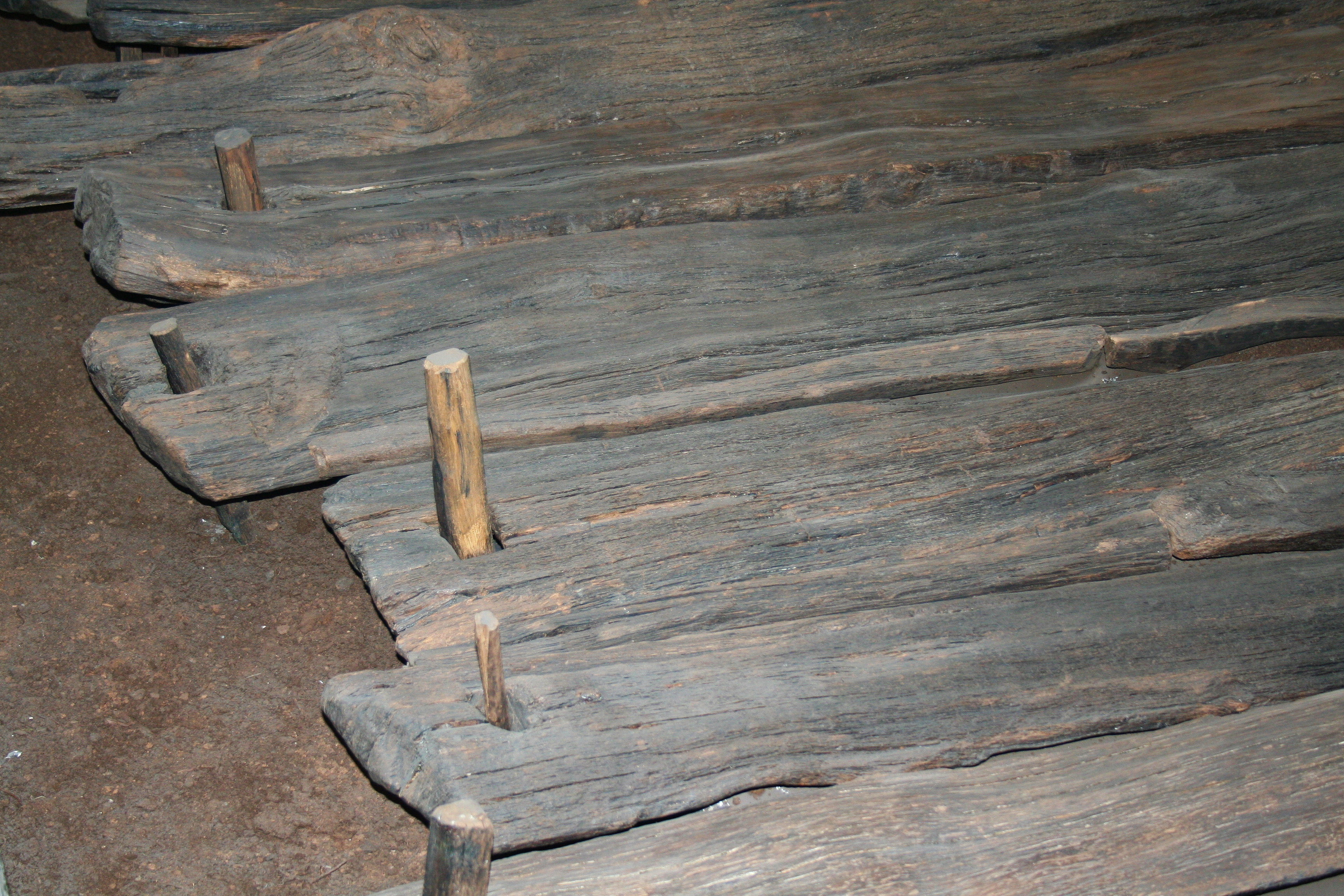
Detalle de la sección original recuperada

La vía Corlea (en inglés: Corlea Trackway, en irlandés: Bóthar Chorr Liath) es un camino de la Edad del Hierro junto a la localidad de Keenagh, al sur de Longford, en el condado de Longford, Irlanda. Era conocido localmente como el Camino de los Daneses (Danes' Road). Fue construido empleando tablas de roble en torno al 148-147 a. C.
La vía está situada en una zona donde se realiza una cosecha mecanizada de turba a escala industrial por la empresa Bord na Móna, principalmente para abastecer de turba a las centrales eléctricas de la compañía ESB Group. Pese a que actualmente este paisaje es generalmente llano y abierto, en la Edad de Hierro estaba cubierto por ciénagas, arenas movedizas y estanques, rodeado por densos bosques de abedules, sauces, avellanos y alisos, mientras que el suelo más alto estaba cubierto de robles y fresnos. El terreno era peligroso e impracticable durante gran parte del año.
En 1984, las maderas recuperadas de Corlea fueron datadas mediante radiocarbono en la Edad del Hierro, en lugar de en la Edad del Bronce como se esperaba, y se estableció un proyecto arqueológico bajo la dirección del profesor Barry Raftery para investigar el sitio antes de que se viera destruido por las actividades relacionadas con la turba. Las excavaciones realizadas hasta 1991 en la ciénaga de Corlea descubrieron 59 tablas en una superficie de unas 125 hectáreas y los trabajos posteriores han elevado el total a 108, con otras 76 en la cercana ciénaga de Derryoghil.
La mayoría de estos tablones están construidas con vallas tejidas colocadas sobre arbustos amontonados, y se realizaron para ser usadas por la gente a pie. Cuatro de ellas, entre las que se incluye Corlea 1, la vía Corlea propiamente dicha, son caminos de pana, construidos a partir de tablones partidos colocados sobre rieles elevados y adecuados para el tráfico rodado. La vía Corlea está formada por tablones de roble de 3 a 3,5 metros de longitud y unos 15 centímetros de grosor colocados sobre raíles de 1,2 metros de separación. La longitud mínima del camino era de 1 kilómetro. El estudio dendrocronológico sugiere que la madera utilizada en la construcción se taló a finales del 148 a. C. o principios del 147 a. C. y que la vía se construyó entonces. Raftery estimó que sólo las traviesas equivalen a 300 robles grandes, o mil vagones cargados, con una cantidad similar de abedules para los rieles. La vía Corlea terminaba en una pequeña isla, desde la que partía una segunda vía (excavada en 1957 y datada con radiocarbono también en el 148 a. C.) de aproximadamente otro kilómetro y que la unía con tierra firme en el extremo opuesto de la ciénaga. La construcción de la calzada requirió mucha mano de obra, comparable a la utilizada en la construcción de monumentos rituales como los túmulos.
El propósito de la vía es incierto. Para los senderos más pequeños, O'Sullivan comenta que "existe una creciente sensación de que estas no eran estructuras diseñadas para cruzar la ciénaga, sino para meterse en ella". Unas estructuras tan grandes como la vía Corlea también pueden haber servido para meterse en la ciénaga, quizás con propósitos rituales, en vez de simplemente cruzarla. Cualquiera que sea su propósito, la calzada sólo fue utilizable durante unos pocos años. Poco a poco fue cubierta por la ciénaga y se hundió por su propio peso, y en apenas una década (quizá menos) ya se encontraba sepultada en el pantano, donde permaneció preservada durante dos milenios.
La vía Corlea, aparentemente construida en un solo año, ha sugerido comparaciones con el cuento irlandés Tochmarc Étaíne (El cortejo de Étaín), donde el rey Eochu Airem ordena tareas a Midir como plantar un bosque y construir un camino a través de un pantano donde nadie había estado antes en un lugar llamado Móin Lámraige.